# (4476) Bernstein
(4476) Bernstein est un astéroïde de la ceinture principale.

## Description
(4476) Bernstein est un astéroïde de la ceinture principale. Il fut découvert le 19 février 1983 à la station Anderson Mesa par Edward L. G. Bowell. Il présente une orbite caractérisée par un demi-grand axe de 2,38 UA, une excentricité de 0,19 et une inclinaison de 3,4° par rapport à l'écliptique.
L'astéroïde est nommé en l'honneur du compositeur, chef d'orchestre et pianiste américain Leonard Bernstein (1918–1990).

## Compléments